# SoftBank 304SH
AQUOS Xx 304SH（アクオス ダブルエックス サンマルヨンエスエイチ）は、シャープによって開発された、ソフトバンクモバイルの第3.9世代移動通信システム、Hybrid 4G LTE（SoftBank 4G／SoftBank 4G LTE）端末である。SoftBank スマートフォンシリーズのひとつ。OSはAndroid 4.4を搭載している。

## 概要
302SHの後継機種で、液晶が先代機種のS-CGシリコンからIGZOに変更された。メタルフレームが、大きな特徴となっている。
なお、本機種からブランド名が従来のAQUOS PHONEから同社のAV機器と同じAQUOSへと統一されている。
ソフトバンクによる新商品発表会は行われず、プレスリリースのみで発表された。

## その他機能
| 主な対応サービス                    | 主な対応サービス   | 主な対応サービス             | 主な対応サービス                              |
| ----------------------------------- | ------------------ | ---------------------------- | --------------------------------------------- |
| タッチパネル                        | FHD液晶 5.2インチ  | フルブラウザ                 | Hybrid 4G LTE (SoftBank 4G／SoftBank 4G LTE ) |
| バッテリー容量 2600mAh              | テザリング         | WiFi                         | GPS                                           |
| 1310万画素カメラ 360°パノラマカメラ | ワンセグ／フルセグ | デジタルオーディオプレーヤー | おサイフケータイ／NFC                         |
| Bluetooth                           | 赤外線通信         | 緊急速報メール               | 防水／防塵                                    |

## 歴史
- 2014年4月24日 - ソフトバンクモバイルより発表。
- 2014年5月1日 - 事前予約開始。
- 2014年5月23日 - 発売開始[7]。